# مالی سایدل
مالی سایدل (انگلیسی: Molly Seidel؛ زادهٔ ۱۲ ژوئیهٔ ۱۹۹۴) دونده دو استقامت و ماراتن اهل ایالات متحده آمریکا است.